# Travesuras
«Travesuras» es el nombre del primer sencillo del cantante estadounidense Nicky Jam, de su álbum recopiladorio Nicky Jam Hits. Fue lanzado el 15 de enero de 2014 a través de YouTube y el 27 de enero para descargar en formato digital. Esta canción catapultó de nuevo a Nicky Jam al éxito internacional, después de que en 2005 su carrera musical hubiera decaído, alcanzó el número #4 del Hot Latin Songs. Su versión original, el remix junto a Arcángel, De La Ghetto, Zion & J Balvin y el vídeoclip suman todos más de mil millones de visitas en YouTube.
El tema permaneció 35 semanas en el ranking de Top Urban Latin Songs - Estados Unidos de Monitor Latino ocupando actualmente la posición 5, reafirmando el éxito comercial de la canción, siendo uno de los grandes éxitos del artista.

## Vídeo musical
El vídeo musical fue grabado en Medellín, ciudad en la cual él reside desde 2007. La dirección estuvo bajo Jose Javy Ferrer. En el vídeo se ve como él se interesa por una chica, la cual le quiere vender una vivienda de lujo, partes del vídeo fueron grabadas en el interior de la casa y otras en carreteras de la ciudad en donde él conduce un Lamborghini Gallardo blanco. El vídeo se estrenó a través de la plataforma de vídeos YouTube el 3 de julio de 2014. Actualmente sobrepasa los 1000 millones de reproducciones.

## Versión Remix
El remix oficial de "Travesuras" se estrenó el 21 de junio de 2014 y cuenta con la colaboración de los reggaetoneros puertorriqueños De La Ghetto, Arcángel, Zion y el colombiano J Balvin. La remezcla no perdió la esencia de la canción original, fue todo un éxito internacionalmente incluso a día de hoy ha superado en reproducciones a través de YouTube a la canción original.

## Posiciones
| País           | Lista                               | Mejor posición |
| -------------- | ----------------------------------- | -------------- |
| Colombia       | National Report                     | 6              |
| España         | PROMUSICAE                          | 3              |
| Estados Unidos | U.S Billboard Latin Songs           | 4              |
| Estados Unidos | U.S Billboard Latin Airplay         | 13             |
| Estados Unidos | U.S Billboard Latin Streaming Songs | 8              |
| Estados Unidos | U.S Billboard Latin Digital Songs   | 3              |
| Estados Unidos | U.S Billboard Latin Pop Songs       | 10             |
| Estados Unidos | U.S Billboard Tropical Songs        | 17             |
| México         | Monitor Latino                      | 15             |